# قائمة ثدييات لبنان
هذه قائمة بأنواع الثدييات المسجلة في لبنان. يوجد في لبنان 107 فصيلة من الثدييات, واحد منها مهدد بالانقراض, 2 منهم مهدد بالانقراض ، 7 منهم معرض للخطر, وواحد قريب من التعرض للخطر.
تُستخدم العلامات التالية لتسليط الضوء على حالة حفظ كل نوع وفقًا لتقييم IUCN:
| EX | منقرض             | لا شك أن الحيوان الأخير قد مات.                                                                                           |
| EW | انقرضت في البرية  | معروف فقط بالبقاء على قيد الحياة في الأسر أو كمجتمع متجنس خارج نطاقه السابق.                                              |
| CR | مهددة بالانقراض   | هذا النوع في خطر وشيك من الانقراض في البرية.                                                                              |
| EN | مهددة بالخطر      | الأنواع تواجه مخاطر عالية للغاية من الانقراض في البرية.                                                                   |
| VU | غير حصين          | الأنواع تواجه مخاطر عالية من الانقراض في البرية.                                                                          |
| NT | بالقرب من المهددة | هذا النوع لا يفي بأي من المعايير التي من شأنها تصنيفها على أنها مخاطرة بالانقراض ولكن من المحتمل أن تفعل ذلك في المستقبل. |
| LC | أقل إهتمام        | لا توجد مخاطر حالية محددة على الأنواع.                                                                                    |
| DD | نقص بالبيانات     | لا توجد معلومات كافية لإجراء تقييم للمخاطر التي يتعرض لها هذا النوع.                                                      |

تم تقييم بعض الأنواع باستخدام مجموعة سابقة من المعايير. الأنواع التي تم تقييمها باستخدام هذا النظام تحتوي على الفئات التالية بدلاً من الفئات المهددة والأقل قلقًا:
| LR/cd | انخفاض المخاطر              | الأنواع التي كانت محور برامج الحفظ والتي ربما انتقلت إلى فئة مخاطر أعلى إذا تم إيقاف هذا البرنامج. |
| LR/nt | خطر أقل / بالقرب من التهديد | الأنواع القريبة من تصنيفها على أنها عرضة للخطر ولكنها ليست موضوع برامج الحفظ.                      |
| LR/lc | خطر أقل / أقل قلق           | الأنواع التي لا توجد بها مخاطر محددة.                                                              |

## الترتيب:وبريات

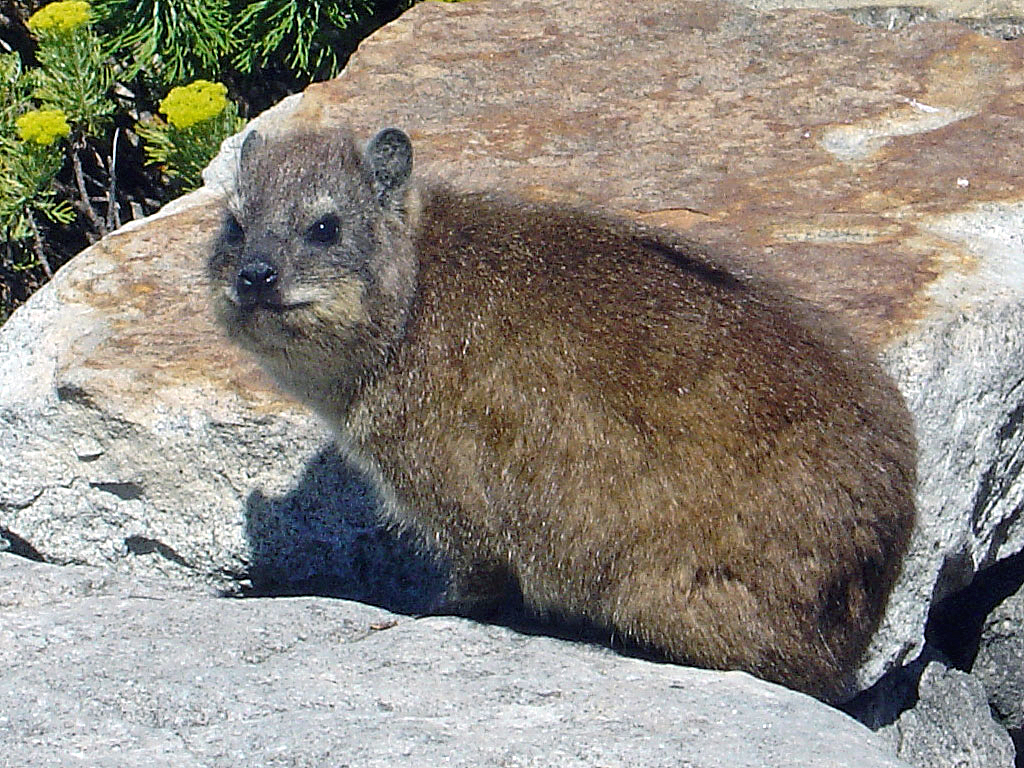
وبر صخري

تعد أنواع الوبريات من أربعة أنواع من الثدييات الصغيرة الحجم إلى حد ما, كثيفة, العاشبة في ترتيب Hyracoidea. حول حجم القطط المنزلية فهي مشحونة جيدًا, بأجسام مدورة وذيل متعرج. هم السكان الأصليون لأفريقيا والشرق الأوسط
- عائلة: وبريات
  - جنس: وبر صخري

## ترتيب:القوارض

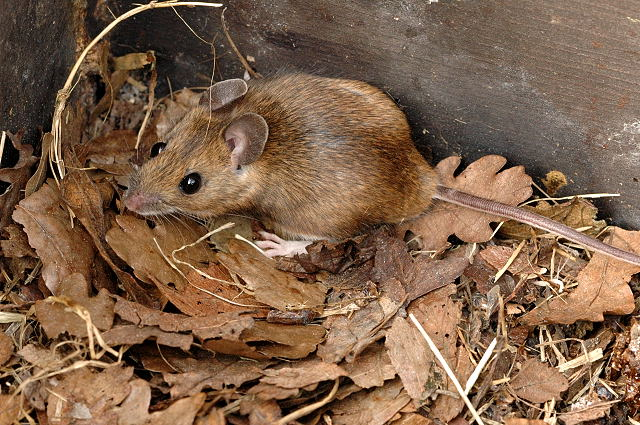
الفأر أصفر العنق

تشكل القوارض أكبر ترتيب للثدييات ، مع أكثر من 40 في المئة من أنواع الثدييات. لديهم اثنين من القواطع في الفك العلوي والسفلي والتي تنمو باستمرار ويجب أن تبقى قصيرة من قضم. معظم القوارض صغيرة على الرغم من أن خنزير الماء يمكن أن يصل وزنها إلى 45 كجم (100 رطل).
- رتيبة: سنجابيات الفك
  - الفَصيلة: سنجابيات
    - الفُصيلة: سنجاباوات
      - الجنس: سنجاب
        - سنجاب فارسي

- الفئة الفرعية: السناجب الأرضية
  - القبيلة: مرموطاوية
    - الجنس: هوقل
    - الفَصيلة: زغبية
      - الفُصيلة: أزغاب عملاقة
        - الجنس: زغبة حرجية
          - زغبة الغابات
            - الجنس: زغبة الحدائق
              - زغبة طويلة الأذن

- الفَصيلة: خلديات
  - الفُصيلة: مناجذ

- الفَصيلة: قداديات
  - الفُصيلة: أقداد
    - الجنس: قداد قزمي
      - قداد مهاجر

    - الجنس: قداد متوسط
      - قداد تركي

  - الفُصيلة: أرفيكولاوات
    - الجنس: العكبر
      - عكبر إيراني
      - عكبر اجتماعي

- الفَصيلة: فأرية
  - الفُصيلة: عضلان
    - الجنس: عضل
      - عضل وكنر

    - الجنس: جرد

  - الفُصيلة: فئران

- رتيبة: شيهميات الشكل
  - الجنس: نيص
    - شيهم متوج هندي

## ترتيبالقنفذيات

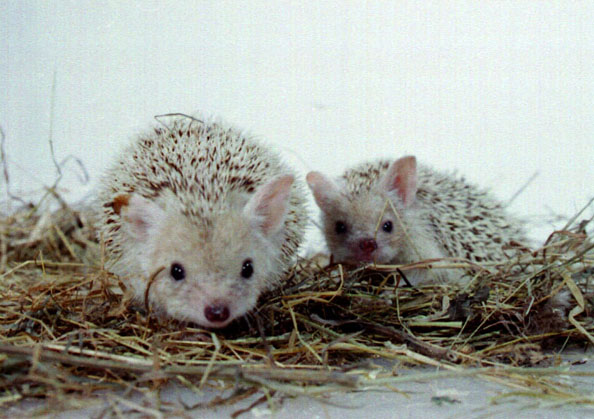
قنفذ طويل الأذن

يحتوي ترتيب القنفذيات على عائلة واحدة, والتي تضم القنافذ والجمباز. يمكن التعرف بسهولة على القنافذ من خلال أشواكها بينما تبدو الجمباز أشبه بفئران كبيرة.
- الفُصيلة: قنفذ
  - الجنس: الجمباز